# Marie Luplau
Henriette Marie Antonette Luplau (7 de setembro de 1848 - 16 de agosto de 1925) foi uma artista e educadora dinamarquesa, ativa no movimento feminista. Ela dirigiu uma escola de arte para mulheres em Copenhague com sua parceira, a artista Emilie Mundt.

## Infância e educação
Marie Luplau nasceu em Varde, na Península da Jutlândia, filha de Daniel Carl Erhard Luplau, pastor de uma aldeia, e de Line Luplau, editora de jornal feminista e sufragista. Ela estudou arte com Vilhelm Kyhn, um dos poucos instrutores em Copenhague que estava disposto a aceitar estudantes do sexo feminino. Ela passou vários anos estudando em Munique e mudou-se para Paris para estudar na Academia Colarossi.
Em 1875, com o apoio da Associação de Mulheres Dinamarquesas (DK), Luplau e cinco outras mulheres artistas apresentaram candidaturas para estudar na Academia de Arte da Dinamarca; foram rejeitadas não pela qualidade do trabalho, mas porque a instituição não aceitava alunas.

## Carreira

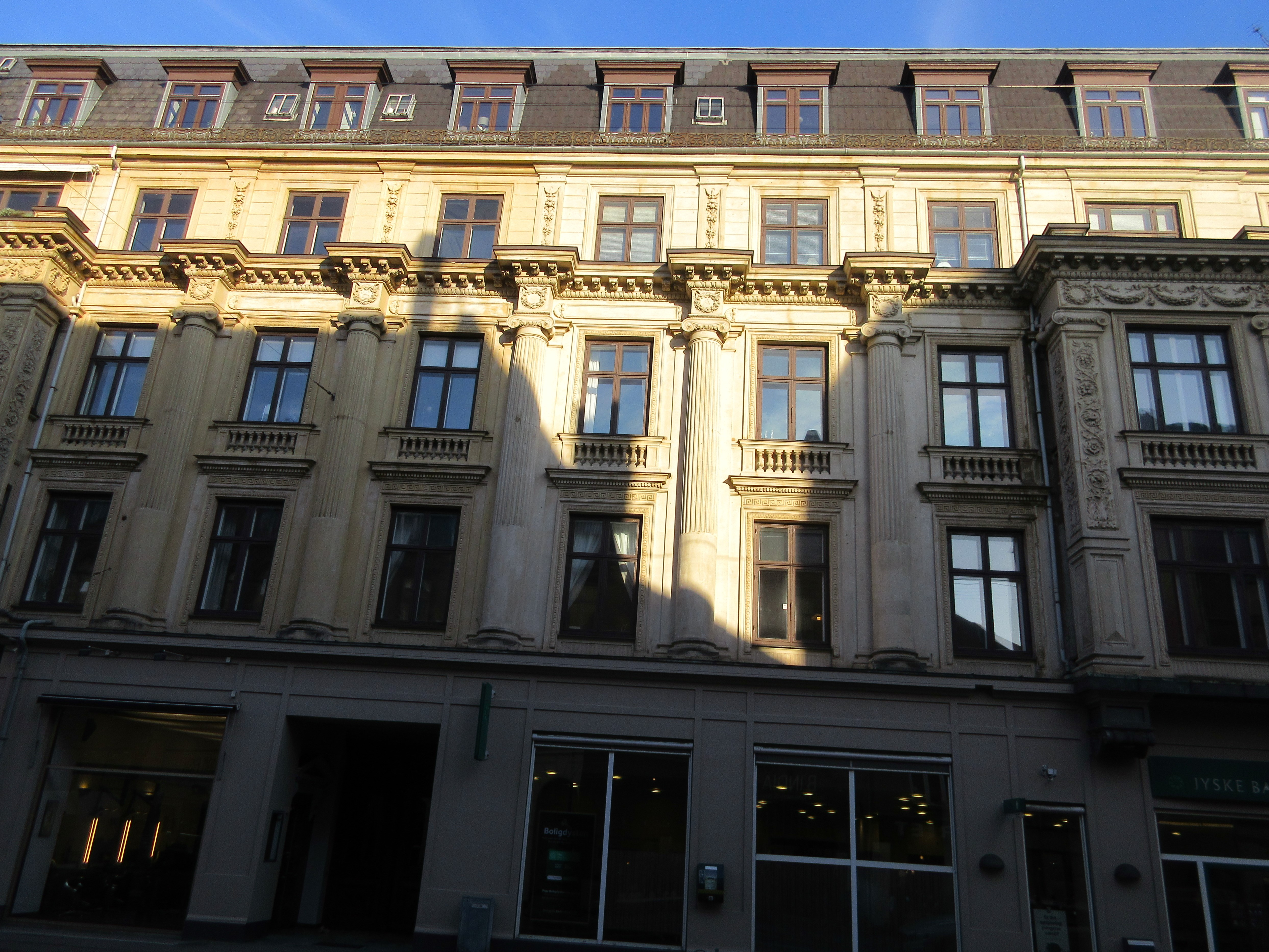
Gammel Kongevej 136-38; O prédio onde ficava a casa e a escola de pintura de Luplau

Em 1886, Marie Luplau e Emilie Mundt fundaram uma escola de arte em sua casa em Copenhague, para preparar as mulheres para a admissão nos programas da Academia de Arte quando estes abriram para mulheres em 1888. A escola funcionou até 1913. A escola estava localizada em Gammel Kongevej 136-38 em Frederiksberg. O edifício era propriedade de Albert Nicolai Schioldann. Entre seus alunos notáveis estavam Emilie Demant Hatt, Astrid Valborg Holm e Olivia Holm-Møller.

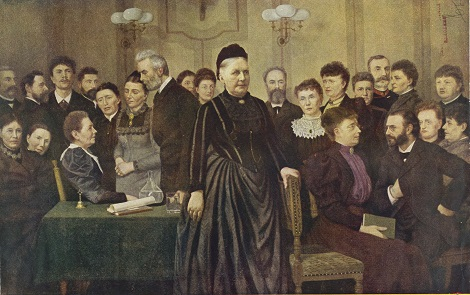
Marie Luplau, Desde os primeiros dias de um movimento de mulheres (1897)

Ela também escreveu sobre a saúde das mulheres, bicicletas e reforma do vestuário, todos temas abordados no ensaio de Luplau de 1894 Om Cykling for Damer.
A pintura de Marie Luplau de 1917, representando sua mãe e outras primeiras feministas dinamarquesas, Nos primeiros dias da campanha pelo sufrágio feminino, ficou pendurada por muitos anos no prédio do Parlamento dinamarquês. O Museu da Mulher em Aarhus organizou uma exposição das obras de Luplau e Mundt em 2007.

## Obras selecionadas
A seguir, algumas das principais obras de Marie Luplau conhecidas e preservadas em museus ou coleções públicas:
| Título da obra                      | Ano            | Local de criação  | Técnica e dimensões                       | Comentário analítico |
| ----------------------------------- | -------------- | ----------------- | ----------------------------------------- | --- |
| Le Bois d’Amour                     | 1883           | Pont-Aven, França | Óleo sobre tela, 38 × 61 cm               | [Análise detalhada: obra representativa do naturalismo escandinavo, realizada na colônia artística antes da chegada de Gauguin. Apresenta atmosfera contemplativa e domínio técnico da luz e composição.] |
| Paisagem rural com neve             | c. 1891        | Dinamarca         | Óleo sobre tela (dimensões desconhecidas) | Obra registrada em leilões e catálogos, com figura solitária em ambiente invernal. Destaca-se pelo uso sutil da luz e atmosfera de quietude.                                                              |
| Estrada com cavalo em Præstø        | década de 1890 | Præstø, Dinamarca | Óleo sobre tela                           | Representa cena bucólica com estrada sinuosa, carroça e paisagem campestre. Composição simples, marcada pela harmonia cromática e perspectiva centralizada.                                               |
| Dunas em Skagen                     | 1906           | Skagen, Dinamarca | Óleo sobre tela                           | Paisagem costeira com dunas e vegetação. Aponta para o interesse da artista pelos temas nórdicos da escola de Skagen, com predomínio de tons claros e horizontes abertos.                                 |
| Grupo de sufragistas (desaparecida) | 1917           | Copenhague        | Óleo sobre tela (paradeiro incerto)       | Representava mulheres líderes do movimento sufragista dinamarquês, incluindo Line Luplau. Obra amplamente referida em catálogos históricos do Parlamento dinamarquês.                                     |

### Le Bois d’Amour (1883)

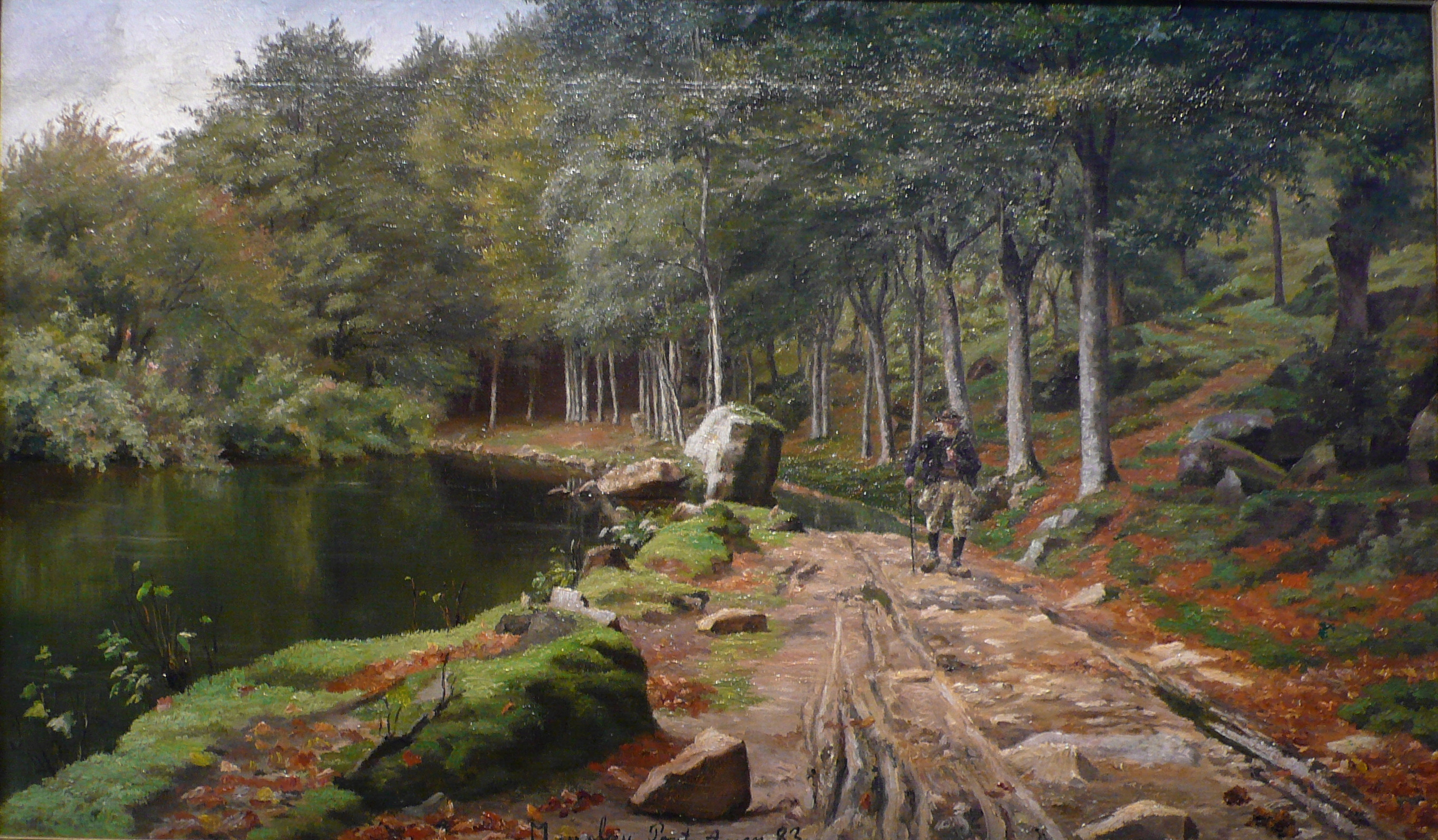
Le Bois d'Amour, obra de Marie Luplau, 1883, parte da coleção do Museum Pont-Aven, na França

Uma das obras mais reconhecidas de Marie Luplau é Le Bois d’Amour (1883), atualmente preservada no Museu de Pont-Aven, na França. Executada durante sua estada na colônia artística que precedeu a chegada de Paul Gauguin, a pintura apresenta uma alameda de faias do bosque que margeia o rio Aven, local icônico para os artistas vinculados ao naturalismo e ao pré-simbolismo francês.
A composição destaca-se pelo domínio do chiaroscuro e pelo uso sutil de tons marrons, verdes e âmbar para construir uma atmosfera intimista e contemplativa. Luplau adota aqui uma estética próxima à da Escola de Barbizon, em que a observação direta da natureza prevalece sobre idealizações alegóricas, antecipando alguns dos recursos cromáticos utilizados mais tarde pelos Nabis.
A técnica revela sua preocupação com a densidade da vegetação e o movimento da luz entre os troncos e a folhagem, o que demonstra familiaridade com os estudos plein air praticados por artistas escandinavos em Paris e Munique. O bosque, longe de ser cenário neutro, adquire aqui um caráter de interioridade e refúgio, sugerindo uma relação sensível e afetiva com o espaço natural — um traço recorrente na produção de artistas mulheres da época.
Le Bois d’Amour também pode ser interpretada como uma intervenção silenciosa no território masculino da paisagem realista, pois foi realizada por Luplau durante uma fase em que mulheres artistas não eram plenamente reconhecidas nos círculos oficiais franceses. Sua presença precoce em Pont-Aven amplia o entendimento histórico sobre a diversidade de vozes na gênese da modernidade pictórica europeia.

## Vida pessoal

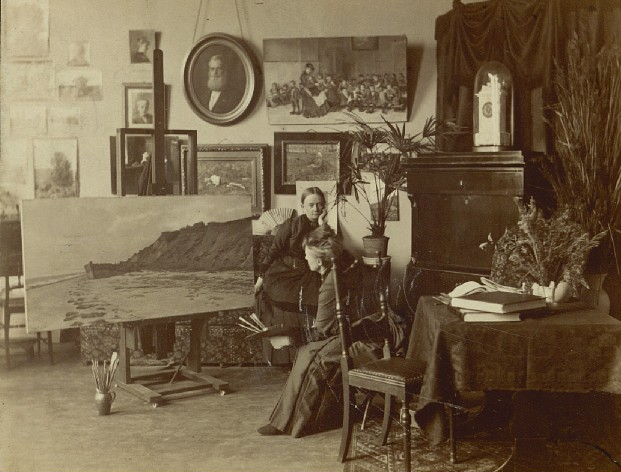
Marie Luplau e Emilie Mundt em sua casa em Frederikberg, c. 1885

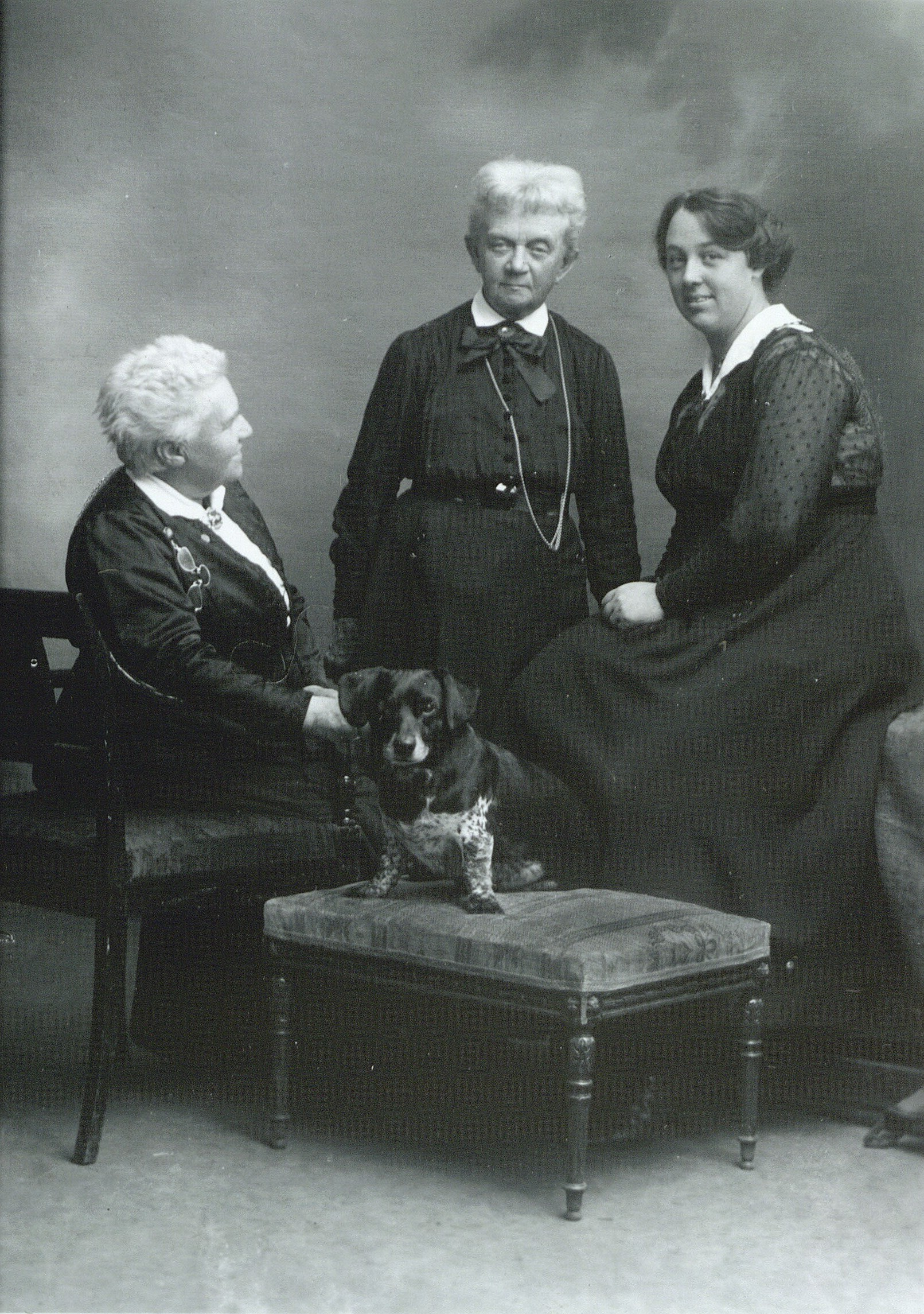
Marie Luplau e Emilie Mundt com sua filha adotiva Carla Mundt Luplau (1915)

Marie Luplau conheceu Emilie Mundt quando ambas eram alunas de Vilhelm Kyhn. Elas viveram e trabalharam juntas pelo resto da vida e, em 1891, adotaram uma filha, Carla Mundt-Luplau. Luplau era considerada masculina em sua aparência e hábitos, usando cabelos curtos e roupas sob medida, andando de bicicleta e fumando charutos.
Marie Luplau morreu em 1925, aos 76 anos, três anos após a morte de Emilie Mundt em 1922. Os túmulos do casal estão no Cemitério Solbjerg Park, em Copenhague.

## Galeria

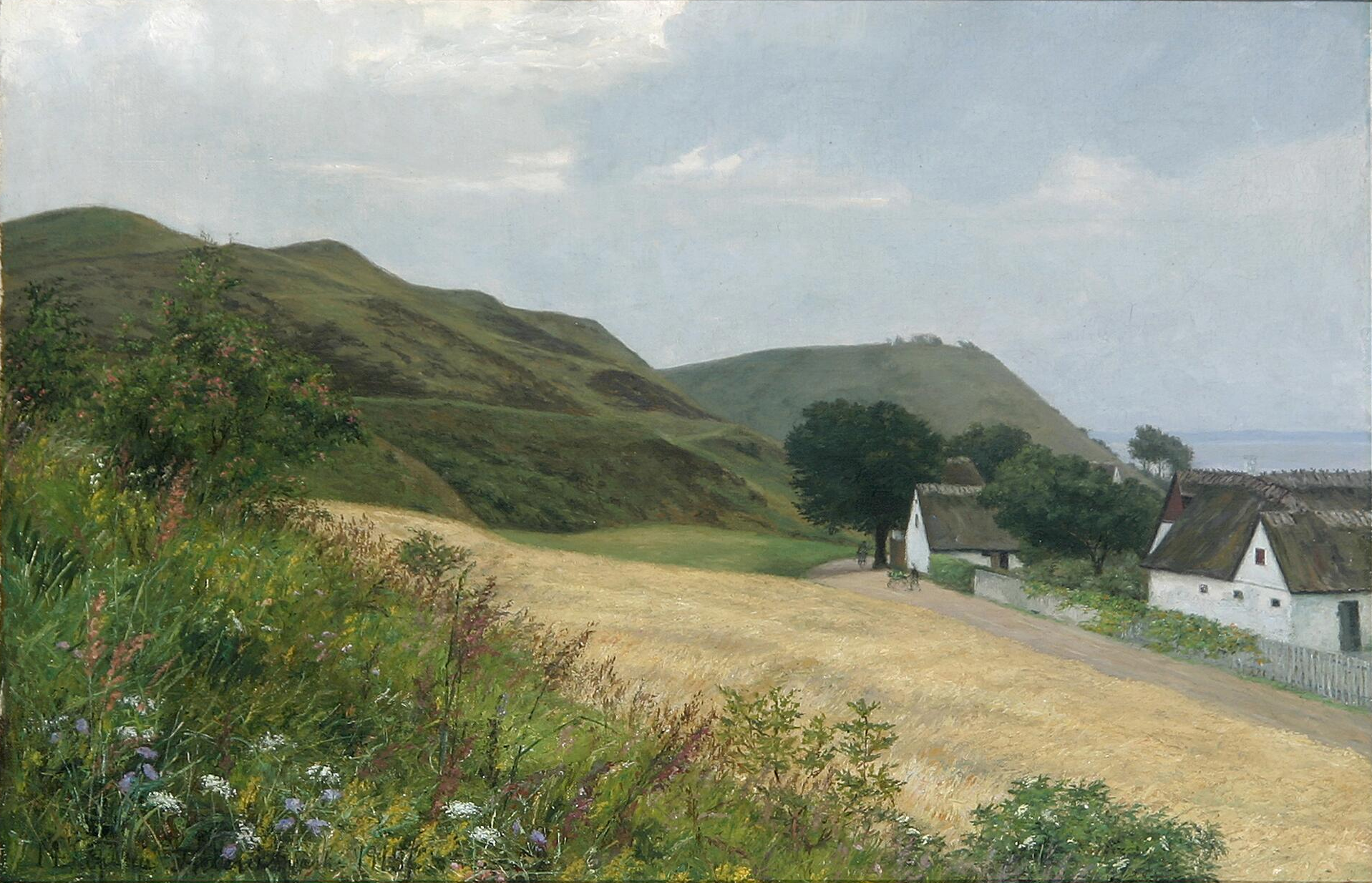
Paisagem de verão perto de Frederiksvaerk
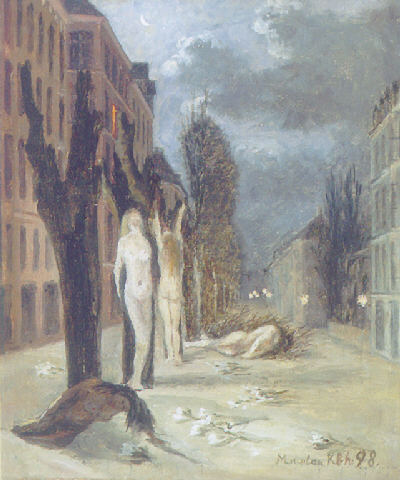
Cena de rua simbolista (1898)
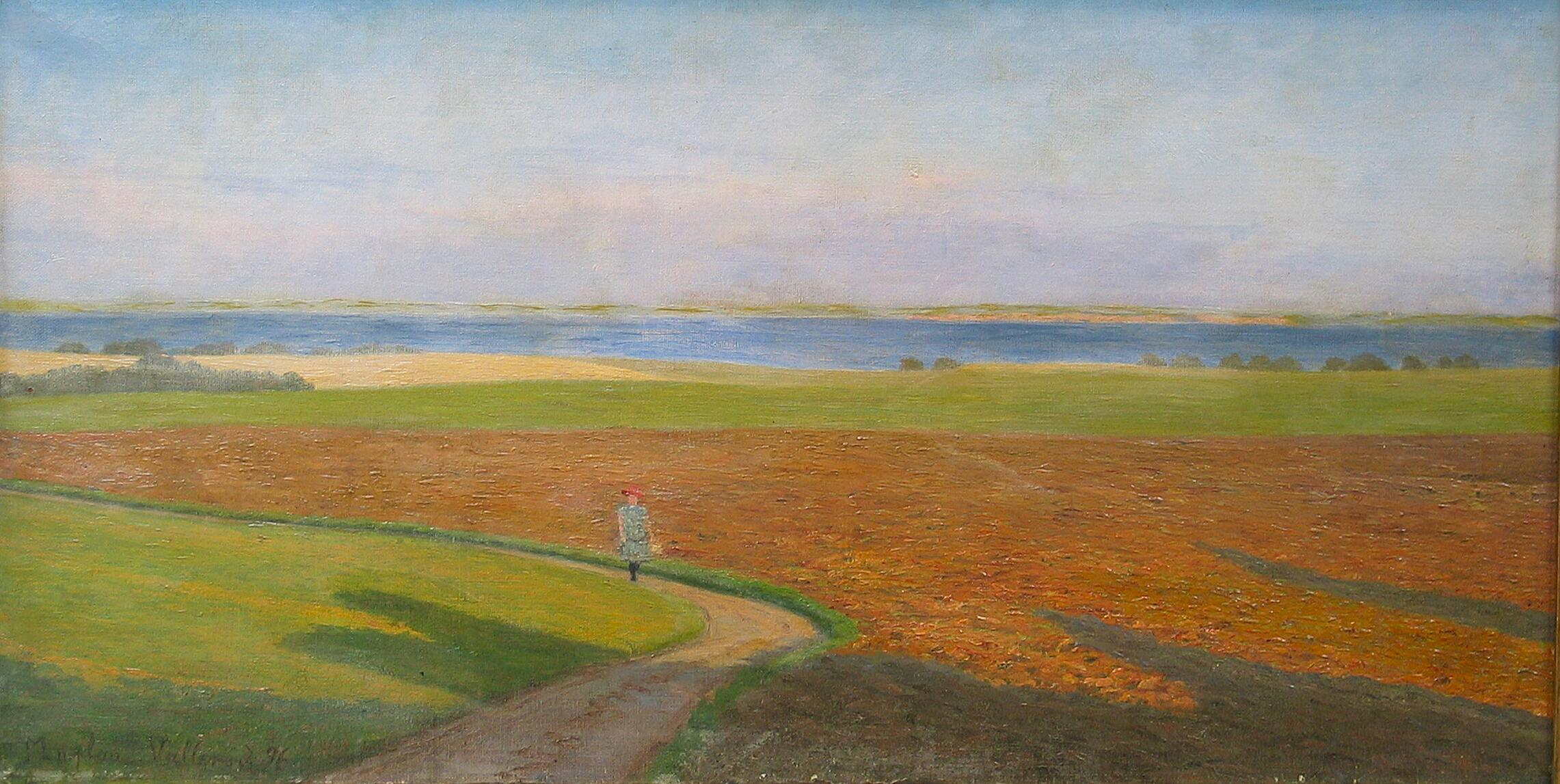
Paisagem com mulher caminhando (1897)